# Distrito de Rostock
El distrito de Rostock es un distrito del estado federado de Mecklemburgo-Pomerania Occidental, Alemania. Tiene una población estimada, a fines de 2023, de 210 795 habitantes.
Tiene una superficie total de 3431.20 km². Su capital es la ciudad de Güstrow y hay una sucursal administrativa en Bad Doberan.

## Historia
El distrito de Rostock se creó mediante la fusión de los antiguos distritos de Bad Doberan y Güstrow como parte de la reforma del gobierno local de septiembre de 2011. El nombre del distrito se decidió en referéndum el 4 de septiembre de 2011.